# Jüdischer Friedhof (Schwerin)

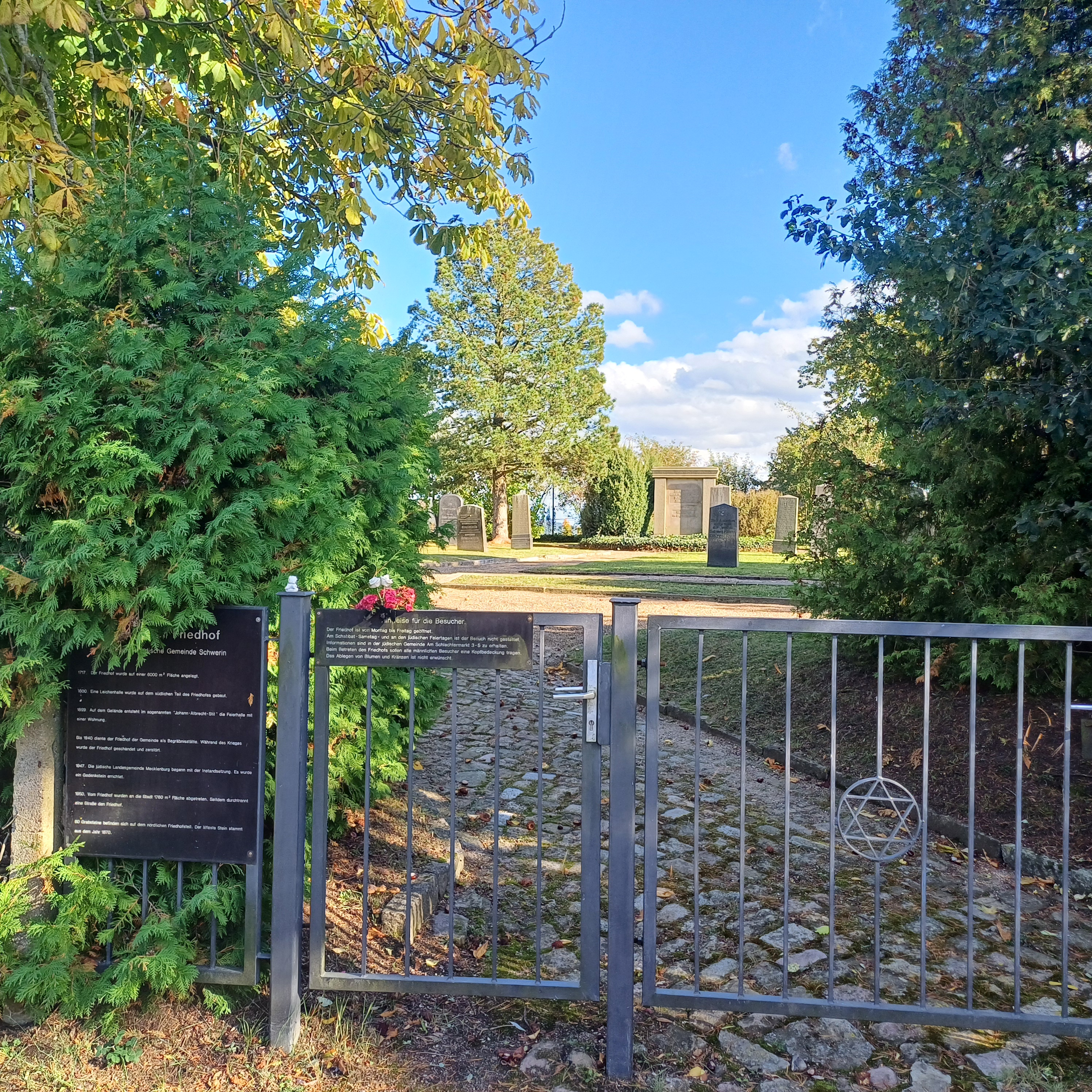
Eingang zum Jüdischen Friedhof Schwerin (2024)

Der Jüdische Friedhof ist ein historischer Friedhof in Schwerin, der Landeshauptstadt von Mecklenburg-Vorpommern.

## Lage
Der Friedhof (hebräisch: Bet-ha–kevarot – Haus der Gräber) liegt nordöstlich der Innenstadt zwischen dem Schweriner Innensee und dem Heidensee im Stadtteil Werdervorstadt. Das heutige Areal auf einem Hügel an der Einmündung der Straße Am Heidensee in die Bornhövedstraße stellt nur einen Rest des Friedhofsgeländes dar. Der Eingang befindet sich in der Straße Am Heidensee. 1950 wurde bei der Verlängerung der Bornhövedstraße zum Heidensee über den Friedhof und 1953 beim Bau einer Kläranlage der Friedhof für immer von der Feierhalle getrennt. Die Straße Hinnenhof, auch Hintenhof, die heutige Bornhövedstraße, endete einst vor dem Friedhof.

## Geschichte
1717 bis 1933
Der Schweriner Friedhof ist bereits 1717 angelegt worden. Aus dieser Zeit sind keine Grabmale erhalten. Der älteste Grabstein datiert von 1883. Der Friedhof war nach seiner Eröffnung die Hauptbegräbnisstätte der israelitischen Gemeinde. Die Jüdische Gemeinde Schwerin gehörte nach Alt-Strelitz zu den vermögendsten und bedeutendsten in der Region und hatte seit 1773 eine Synagoge. Auf den Schweriner Stadtplänen ist der jüdische Friedhof erstmals 1819 eingetragen. Auf einem Plan von 1857 ist die um 1800 errichtete Feierhalle mit der Wohnung des Friedhofswärters eingezeichnet. Dem Hauptteil des Gebäudes mit großen, hohen Rundbogenfenstern und einer großen überwölbten Eingangstür ist rückwärtig ein Wohnteil angegliedert. In den Giebeldreiecken befinden sich kreisförmige Fenster, deren Rahmen in der Form des Davidsterns gestaltet sind. Im hinteren Hofgebäude wurde der Leichenwagen untergestellt. Zur Straße hin begrenzt ein schmiedeeisernes Tor mit gemauerten Pilastern die Anlage. Durch die Zweiteilung des Friedhofes ist die Feierhalle heute über einen von der Bornhövedstraße abzweigenden 15 Meter langen, gepflasterten Fußweg Nr. 79 zu erreichen.
1933 bis 1945
Der Friedhof blieb während der Novemberpogrome 1938 unangetastet. Das Friedhofsgelände wurde jedoch während des Zweiten Weltkriegs 1944 als Flakstellung eingerichtet und dabei völlig verwüstet.  Der Holocaust führte zur völligen Liquidierung der über 600 Jahre alten jüdischen Gemeinde. Nur wenige Mitglieder der jüdischen Gemeinde überlebten in der Stadt. Bis 1942 wurden auf dem Friedhof noch offiziell Begräbnisse durchgeführt. Interessant ist, dass der jüdische Friedhof auf den Stadtplänen 1933 als Isr. Kirchhof und 1938 als Israelitischer Friedhof verzeichnet ist. In der ersten Karte der Stadt, die nach dem Zweiten Weltkrieg als Beilage zum Adressbuch erschien, wurde der jüdische Friedhof einfach unterschlagen. In den Ende der 1970er Jahre erschienenen Stadtplänen des VEB Tourist Verlages Berlin, Leipzig ist er wieder verzeichnet und wird sogar mit seiner Durchtrennung dokumentiert. Die Architektur- und Stadtführer aus diesen Zeiten erwähnen weder den Friedhof noch die Feierhalle.

Der 1945 zerstörte jüdische Friedhof in der Schweriner
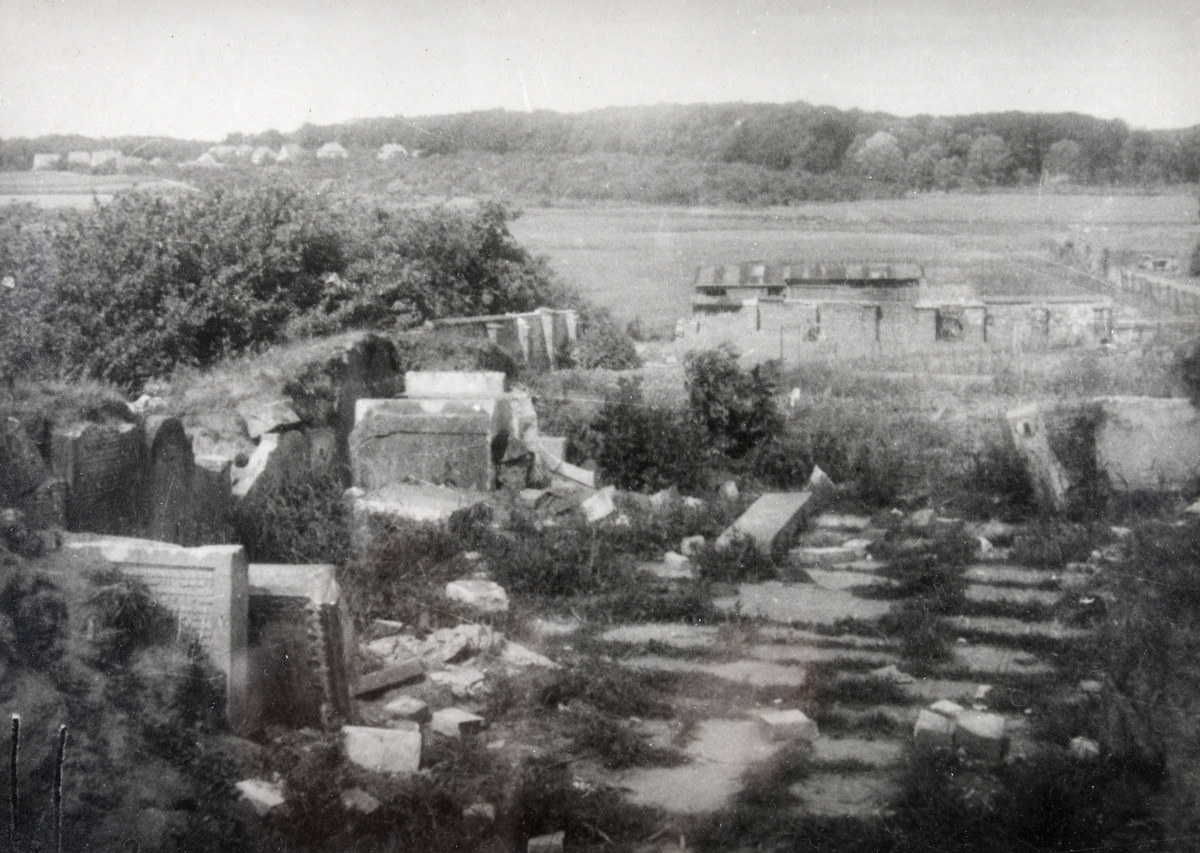
Zerstörter jüdischer Friedhof 1945.
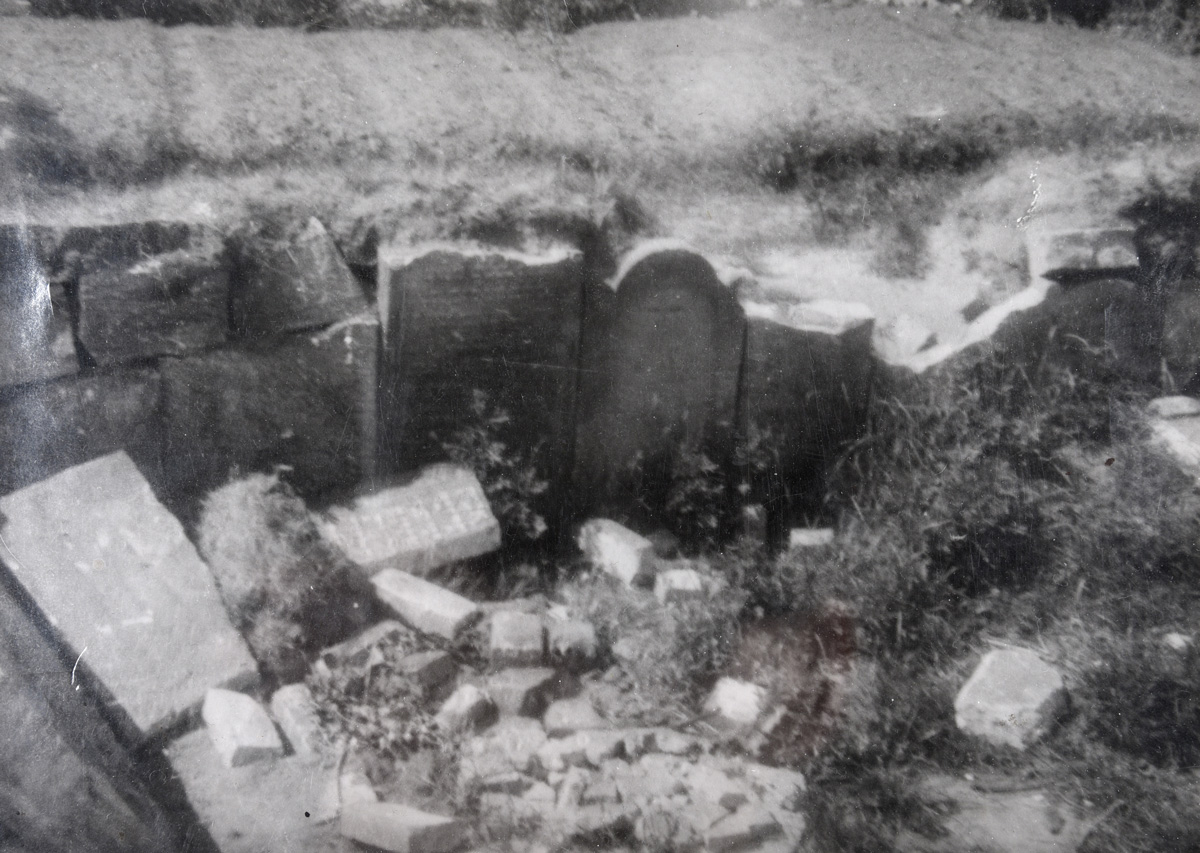
Die zerstörten Grabsteine

Von 1945 bis in die Gegenwart
Von den Grabsteinen blieben 58 teilweise schwer beschädigt erhalten. Anfang 1949 wurde der Friedhof und die Grabanlagen restauriert und etwa 25 Grabsteine wieder aufgestellt. Bis in die 1980er Jahre erfolgten noch einzelne Bestattungen. Heute werden dort keine Bestattungen mehr vorgenommen. Der Antrag, den Friedhof nach 1990 wieder in Nutzung zu nehmen, stieß verschiedentlich auf Widerstand. So wurde auf dem Waldfriedhof Schwerin ein neues Gräberfeld für jüdische Bestattungen eingerichtet. 1998 wurde der jüdische Friedhof zweimal geschändet.

## Kriegsgräber des Ersten Weltkrieges
Auf dem jüdischen Friedhof befanden sich auch vier Kriegsgräber mit Opfern des Ersten Weltkrieges. Die Israelitische Gemeinde gab im November 1925 dem Ministerium für geistliche Angelegenheiten die Auskunft, dass sich auf ihrem Friedhof 4 Gräber (1 Franzose, 3 Russen) befinden. Diese Gräber waren ungepflegt und sollten frisch bepflanzt und mit Steinen versehen werden. Im April 1927 teilte der Israelitische Begräbnis-Verein der städtischen Friedhofsverwaltung die Namen der drei, auf dem Friedhof beerdigten, russischen Kriegsgefangenen mit: Abraham Tschernawski, Ilia Apasberg und Leiba Weitzmann. Die jüdische Gemeinde besitzt keine Informationen darüber, ob die Kriegsgräber auf ihrem Friedhof noch bestehen oder ob die Toten ausgebettet wurden.